# Válenky

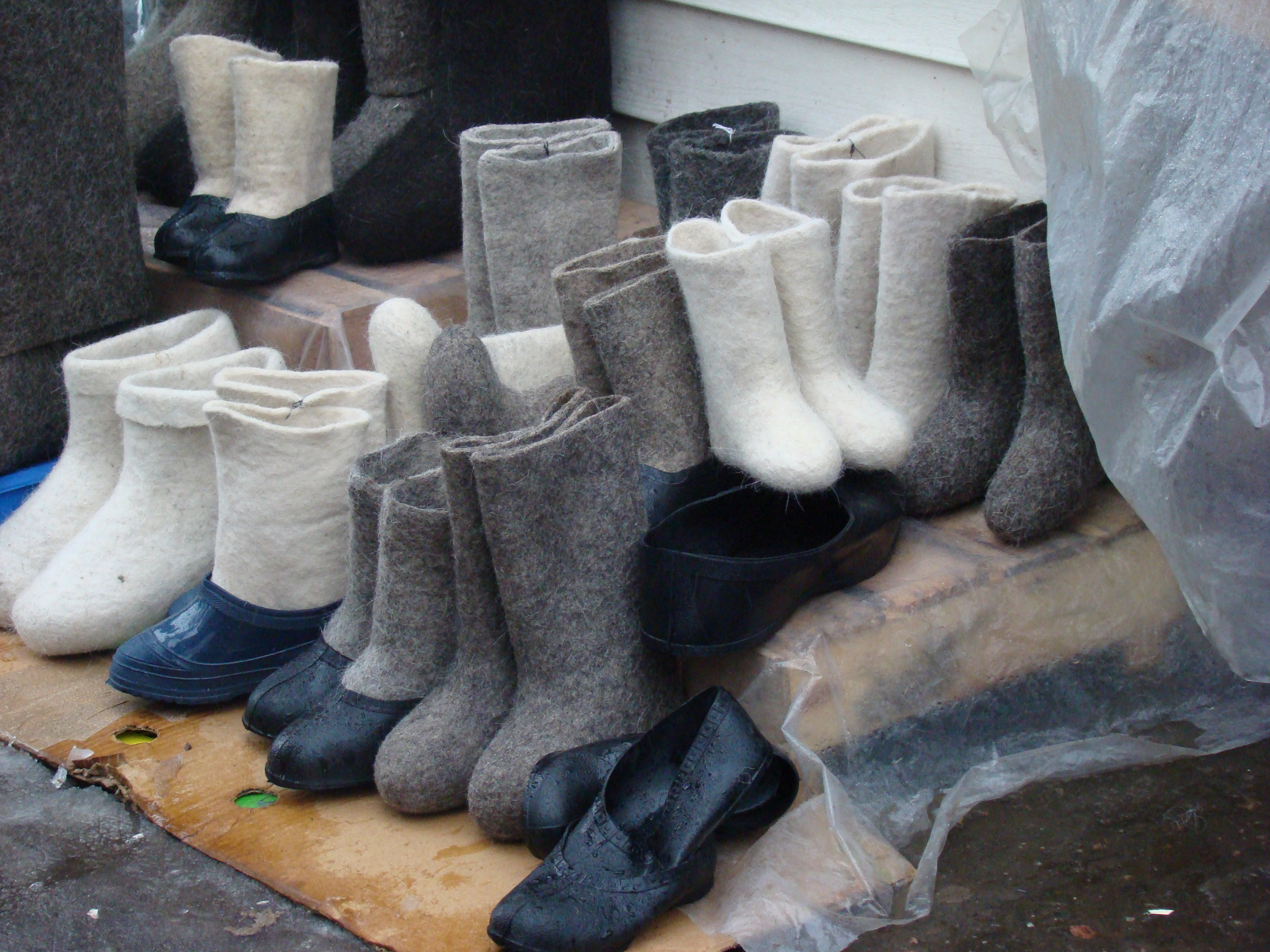
Ruské válenky

Válenky (rusky валенки, sg. валенок – valenok) jsou tradiční ruské zimní boty z plsti. Dosud jsou u Rusů oblíbenou obuví, ačkoli na oblibě poněkud ztratily v druhé polovině 20. století pro své rustikální konotace. Je třeba je odlišovat od vizuálně podobných bot ug, které mají podšívku z ovčího rouna.